# Skodsborg
Skodsborg er en lille kystbebyggelse med 1.228 indbyggere  (2025), beliggende i Vedbæk Sogn ud til Øresund cirka 20 kilometer nord for Københavns centrum. Navnet stammer fra mandenavnet ‘Skot’. Skodsborg er blandt andet kendt for Skodsborg Sanatorium. Byen ligger i Rudersdal Kommune og hører til Region Hovedstaden.
Skodsborg har kun haft ringe udviklingsmuligheder, idet den mod øst er begrænset af Øresund og mod vest af Jægersborg Hegn. Bebyggelsen har således måttet begrænse sig til et smalt bælte langs kysten.
Byen karakteriseres af højhusene ved Jægersborg Hegn, Høje Skodsborg og Skodsborgparken.

## Historie
Navnet kendes tilbage til 1621.
Skodsborg var i første halvdel af 1700-tallet et næsten øde sted. Her lå kun to lyststeder, "Skodsborg" og "Retraite". De fik skiftende ejere, som efterhånden solgte jord fra, og omkring år 1800 var der allerede opstået en mindre bebyggelse med en halv snes huse. "Skodsborg" blev i 1852 købt af Frederik VII, som her tilbragte flere somre med Grevinde Danner. Han lod huset ombygge og et anneks opføre og lod bygge en gangbro over Strandvejen til Kongshøj, som lå på strandsiden. Det fik navnet Villa Rex og består sammen med Grevinde Danners Palæ Skodsborg Strandvej 125. Ude i Øresund havde han sin "jagt" liggende, og om sommeren tog han på fisketur i Øresund, foretog udgravninger af oldtidshøje i Dyrehaven og tog på ture på egnen. Også Grevinde Danner var glad for stedet og boede her nogle år efter kongens død. Kort efter hendes død i 1874 blev "Skodsborg Palæ"s arealer solgt.
Under parrets ophold blev stedet populært, og i århundredets sidste 20-30 år skete et omfattende byggeri af villaer og de to hoteller "Øresund" og Skodsborg Badesanatoriumlet, senere kendt som "Skodsborg Søbad". Badehotellet blev opført i 1874 lige over for en dampskibsbro og bestod ud over af selve hotelbygningen af flere villaer og en koncertbygning. Stedet blev besøgt af mange turister og gav i flere år Skodsborg ry som et internationalt turiststed. I dag har Skodsborg Søbad ændret navn til Kurhotel Skodsborg og tilbyder kurophold med spa, restaurant og hotel og vandt i 2016 World Luxury Spa Awards.
I forlængelse af Kurhotel Skodsborg ligger privathospitalet Kysthospitalet (Kysthospitalet Skodsborg i folkemunde) og genoptræningscentret Care.
Ved lov af 8. maj 1894 blev det besluttet, at den hidtidige jernbane fra hovedstaden til Klampenborg skulle forlænges forbi Skodsborg og Rungsted til Helsingør, i første omgang kun dobbeltsporet til Rungsted, mens den nordligste del af strækningen måtte nøjes med et enkelt spor. I 1897 fik Skodsborg sin station på Kystbanen. I begyndelsen af 1900-tallet opførtes en række store patriciervillaer. Højhusbebyggelsen Høje Skodsborg blev bygget i 1937.
I 1911 havde Skodsborg 714 indbyggere, hvoraf 71 ernærede sig ved landbrug, 208 ved håndværk og industri, 81 ved handel og 89 ved transport.
I 1930 havde byen 1.147 indbyggere, hvoraf 96 ernærede sig ved landbrug og fiskeri, 198 ved håndværk og industri, 109 ved handel og omsætning, 87 ved transport, 258 ved immateriel virksomhed, 192 ved husgerning, mens 131 var ude af erhverv og 76 uden erhvervsoplysninger.
I begyndelsen og midten af 1900-tallet var der planer om at frilægge dele af kysten, og dette lykkedes især ved Springforbi, mens mulighederne syd for Høje Skodsborg først viste sig, da en del af ejendommene blev sat til salg. De gamle ejendomme var blevet for store og dyre i drift, og der blev udskrevet en konkurrence om en nyudformning af området. Efter en strid mellem byggespekulanter og fredningsmyndigheder blev Skodsborgparken, anlagt i årene 1959-1963 som et kompromis.